# Кладбища Алма-Аты
В Алма-Ате, или Алмате есть несколько кладбищ, каждое из которых обладает своей уникальной историей и атмосферой. К числу главных некрополей относятся Кенсай-1 и Кенсай-2, Центральное кладбище и другие.

## Основные кладбища

### Кенсайское кладбище
- Расположение: Расположен в восточной части города, на вершине горы, откуда открывается вид на Алматы[2];
- История: Кладбище Кенсай-1 было основано в 1961 году, а в 1998 году его расширили, добавив новое кладбище — Кенсай-2. С 2011 года Кенсай-1 закрыто для новых захоронений[2];
- Известные захоронения: Динмухамед Кунаев, Талгат Бегельдинов, Бауржан Момышулы, Ерлан Татишев, Алтынбек Сарсенбаев[3];
- Особенности: Участки для захоронения предоставляются бесплатно, однако услуги по погребению являются платными. Для каждого умершего выделяется не менее 6 квадратных метров земли, при этом возможно подзахоронение в родственную могилу[2].

### Центральное кладбище
- Расположение: Проспект Райымбека, 235[4];
- История: Основано в 1932 году на месте бывшего Иверско-Серафимовского монастыря;
- Известные захоронения: Мухтар Ауэзов, Каныш Сатпаев, Куляш Байсеитова, Николай Могилевский;
- Особенности: Это крупнейшее кладбище в Казахстане, занимающее площадь около 200 гектаров. К сожалению, на 2025 год, оно закрыто для новых захоронений, за исключением случаев, когда речь идёт о подзахоронении в родственную могилу[5].

## Текущая ситуация
На 2025 год, в Казахстане действуют только 9 из 70 кладбищ. Причины данной ситуации является вандализм могил, а также сложности с поиском новых мест для захоронений. Но также происходит благоустройство могил, реставрацию памятников и поиск захоронений.